# Чарапићева буна
Чарапићева буна била је буна под вођством Ђорђа Чарапића, а која је избила у априлу 1826. године. Циљ буне био је уклањање кнеза Милоша Обреновића и довођење Карађорђевића на власт. Буна је релативно брзо откривена и угушена.

## Ђорђе Чарапић
Ђорђе Чарапић је био синовац Васе Чарапића. Учествовао је у Другом српском устанку и био је саборац Милоша Обреновића. По окончању устанка вратио се на своје имање у Рипањ, где га је шиканирао сеоски старешина, али након жалбе кнез Милош га је заштитио и поставио за намесника рипањске мукаде. Након 1823. више није намесник, а ни у Милошевој милости. Ђорђе Чарапић је учествовао у Ђаковој буни, а након њенога гушења побегао је заједно са братом Марком у Хабзбуршку монархију. Марко је могао да се врати.

## Повезивање са Карађорђевићем и грчком Хетеријом
Ђорђе Чарапић је отада почео планирати буну против кнеза Милоша. Отишао је у Русију код Алексе Карађорђевића и планирао је устанак у пролеће 1826. године. Повезао се и са грчком Хетеријом, која је заједно са Алексом Карађорђевићем била заинтересована за устанак у Србији и била је спремна да финансира побуну. Ђорђев брат Марко Чарапић био је веза између Ђорђа и њему оданога Михајла Берисављевића. Кнез Милош је почео да добија информације од свога агента у Сибињу о сумњивим радњама српских емиграната у Влашкој и Бесарабији, о писмима за Алексу Карађорђевића и о томе да изгледа грчки трговци из Одесе финансијски помажу заверу у Србији. Милош је свом брату Јеврему Обреновићу дао задатак да сазна да ли је Ђорђе Чарапић у Панчеву. Током фебруара 1826. Милош добија нове извештаје о доласку агената из Грчке и да су добро плаћени да га убију. Јеврем Обреновић је тада издао строга наређења о стражама на Дунаву.

## Прелазак у Србију
Ђорђе Чарапић је 1. априла 1826. прешао у Србију и сместио се на Авали. Берисављевићу је послао поруку да му пошаље што више људства и муниције и да дође на брдо крај Раковице. Београдски кнезови су сазнали и обавестили Милоша да се Чарапић налази на Авали и да ће дићи буну за десет дана. Аврам Петронијевић је ухапсио Чарапићевога јатака Берисављевића, који је онда одао целу заверу и одао да раде за Алексу Карађорђевића и да треба да побију Обреновиће и њима одане старешине. Милошева глава била је уцењена на 50.000 дуката, а Јована и Јеврема Обреновића на 20.000 дуката.

## Погибија Чарапића
Већ 4. априла Милошеви кнезови су ушли у Бели Поток, што је обесхрабрило Чарапићеве рођаке, па су једни одвели кнезове до раковичке механе у јарузи до места где су тада били Чарапић и бунтовници. Ту су у пуцњави погинули Ђорђе Чарапић, његов брат Марко и двојица присташа. Главе побијених послали су Милошу. Јеврем Обреновић је 6. априла почео са истрагом у Рипњу са циљем да казни Чарапићеве јатаке. Истрагу је касније наставио Милош. Чарапићеви саучесници (два учитеља, нешто трговаца и занатлија и сељаци из Белога Потока, Рипња, Иванче, Мокрога Луга и Вишњице) су били или побијени или утамничени, претучени и унакажени мучењем. Будисављевићу су одсечене руке до зглавака и део језика, а другој двојици само десну руку. Грци су се кнезу Милошу осветили због пасивнога држања за време грчкога устанка, па су се расписали преувеличавајући број жртава и зверства које је Милош извео